# Зосимова Пустынь (платформа)
Зоси́мова Пу́стынь — остановочный пункт Киевского направления Московской железной дороги в Наро-Фоминском городском округе Московской области.
Находится на 64-м километре линии. Первый пункт в Московской области на Киевском направлении после прохождения через Троицкий округ Москвы.
На о. п. два пути, есть две боковые платформы. Предыдущая станция — Бекасово-1, следующая станция — Нара. Время движения от Москвы — около 1 часа 13 минут.
Название платформа получила благодаря монастырю Троице-Одигитриевой Зосимовой пустыни, расположенному, однако, на значительном удалении от платформы, в Троицком округе Москвы, за станцией Бекасово-Сортировочное Большого кольца МЖД. Название дано Ф. В. Шлиппе, который около 1903 года построил здесь полустанок, получив на это у Правления железной дороги при содействии министра путей сообщений князя М. И. Хилкова разрешение.
Рядом с платформой, со стороны Москвы, находится железнодорожный переезд, оснащённый автоматическим шлагбаумом и барьерами-автоматами, по которому проходит дорога, соединяющая Киевское шоссе и старое Боровское шоссе (ныне местную дорогу Наро-Фоминск — Александровка — дер. Бекасово — СНТ у Бекасово I).
| - Платформа Зосимова Пустынь (панорама) | - Электропоезд ЭД4М (Москва — Нара) прибывает на платформу Зосимова пустынь |